# Rhyacophila insularis
Rhyacophila insularis är en nattsländeart som beskrevs av Schmid 1970. Rhyacophila insularis ingår i släktet Rhyacophila och familjen rovnattsländor. Inga underarter finns listade i Catalogue of Life.